# 搭棚藤
搭棚藤（学名：Porana discifera）为旋花科飞蛾藤属下的一个种。